# عشق ابدی (ترانه)
«عشق ابدی» (به انگلیسی: Everlasting Love) ترانهٔ مشهوری در سبک سول است که سال ۱۹۶۷ توسط باز کیسن و مک گی‌دن سروده شد و رابرت نایت آن را ضبط و اجرا کرد.
گروه‌ها و خوانندگان پرشماری ترانه را بازخوانی کرده‌اند که از میان مشهورترین‌هایشان می‌توان به اجراهای لاو افیر، کارل کارلتن و ساندرا اشاره کرد.